# Scala (Italie)
Pour les articles homonymes, voir Scala.
Scala est une commune de la province de Salerne, dans la région Campanie, en Italie.

## Communes limitrophes
Agerola, Amalfi, Atrani, Gragnano, Pimonte, Ravello.

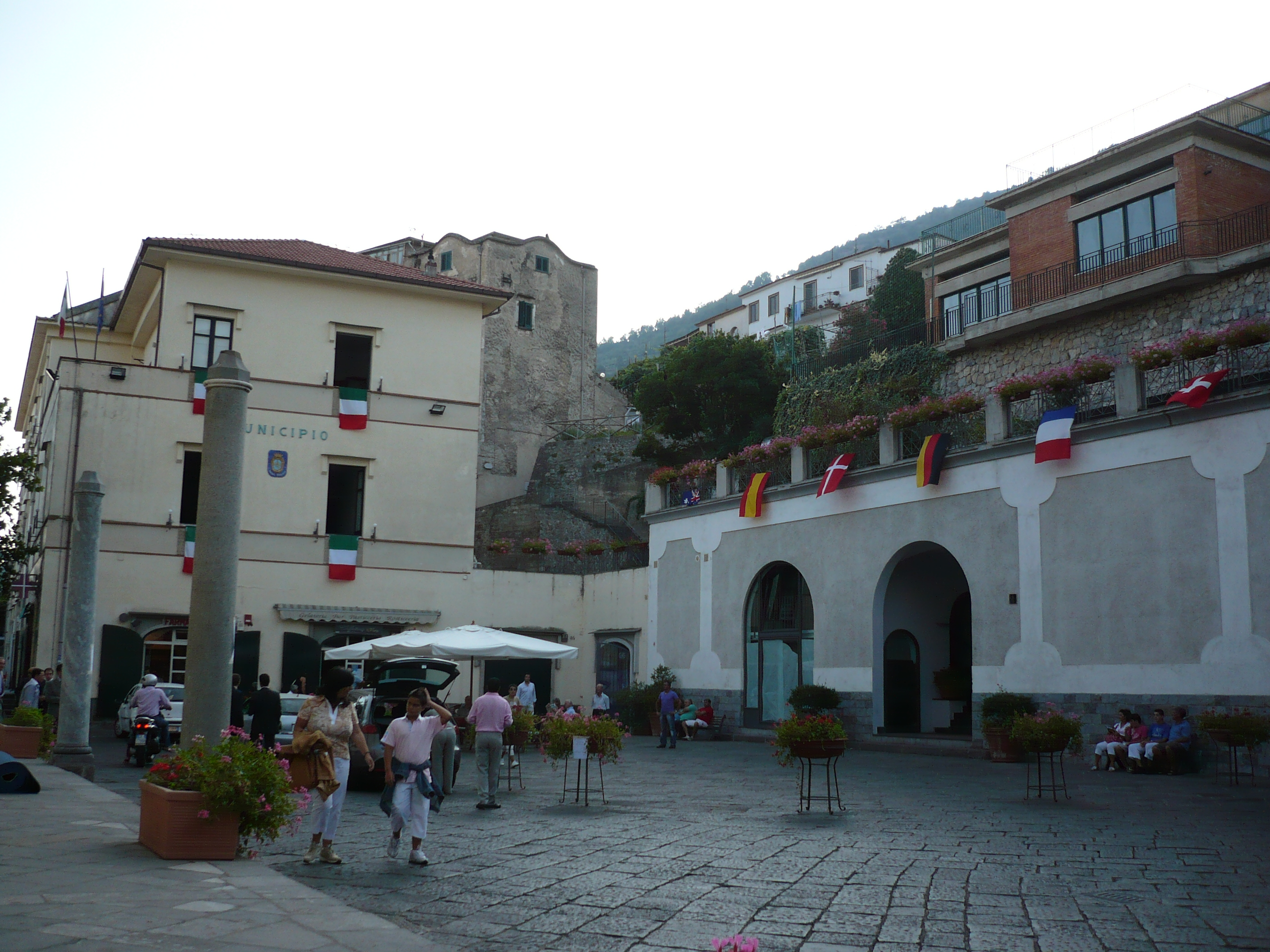
La place centrale de Scala.

## Administration
| Période  | Période  | Identité      | Étiquette                      | Qualité |
| -------- | -------- | ------------- | ------------------------------ | ------- |
| mai 2023 | En cours | Ivana Bottone | liste civique Scala che cambia |         |

## Religion
C'est à Scala que saint Alphonse de Liguori fonda en 1732 la congrégation du Très Saint Rédempteur (les Rédemptoristes).